# انسان‌شناسی سیاسی
انسان‌شناسی سیاسی کوششی برای فراتر رفتن از تجربیات و آموزه‌های سیاست است و گرایش به آن دارد تا به عنوان یک علم، انسان را به‌عنوان بشر سیاسی مورد توجه قرار داده و خصیصه‌های مشترک تمام سازمان‌های سیاسی را در گوناگونی تاریخی و جغرافیایی شناسایی کند. از جنبه دیگر انسان‌شناسی سیاسی، شعبه‌ای از مطالعات انسان‌شناسی اجتماعی یا مردم‌شناسی است؛ زیرا به توصیف و تحلیل نظام‌های سیاسی (ساختارها و جریانات)، مخصوصاً جوامع معروف به ابتدایی یا باستانی، توجه دارد؛ که در این معنی دوم، حیات آن به‌عنوان رشته‌ای مستقل به دوران اخیر بازمی‌گردد.
انسان‌شناسی سیاسی تلاشی است نسبت به شناخت نظام‌های حقوقی، قبیله‌ای و چگونگی انطباق آن‌ها با کارکرد سیاسی در قالب حکومت‌های خاص و بازاندیشی فلسفی در باب منشأ جامعه و دولت را نیز شامل می‌شود. ژرژ بالاندیه اندیشمند دیگر انسان‌شناسی، انسان‌شناسی سیاسی را ابزاری برای کشف و مطالعه نهادها و اعمال گوناگون می‌داند که حکومت بشری را تشکیل می‌دهند و این تلاش متمرکز بر مردم‌شناسی علی‌الخصوص در جوامع باستانی است.
انسان‌شناسی سیاسی در دهه ۳۰ قرن بیستم از تمایلی زاده شد که نسبت به شناخت نظام‌های حقوقی، قبیله‌ای و چگونگی انطباق آن‌ها با کارکرد سیاسی در قالب حکومت غیرمستقیم که خاص مستعمرات بریتانیایی بود، وجودداشت، بنابراین، انسان‌شناسی سیاسی را نه می‌توان یک بازاندیشی فلسفی در باب منشأ جامعه و دولت به حساب‌آورد ونه مطالعه‌ای صرف بر شیوه‌های سازماندهی سیاسی بیش از ظهور دولت‌ها.